# Kurići
Kurići (en serbe cyrillique : Курићи) est un village de Serbie situé dans la municipalité de Raška, district de Raška. Au recensement de 2011, il comptait 71 habitants.

## Démographie
| 1948 | 1953 | 1961 | 1971 | 1981 | 1991 | 2002 | 2011 |
| ---- | ---- | ---- | ---- | ---- | ---- | ---- | ---- |
| 345  | 326  | 339  | 273  | 183  | 95   | 108  | 71   |

|  |